# Agricultura en Costa Rica
La agricultura en Costa Rica es uno de los sectores tradicionales de la economía de este país. Históricamente, desde la época precolombina, la colonia y gran parte de su vida independiente, la agricultura fue el sector más importante de la economía costarricense. A inicios de la época colonial el maíz, la caña de azúcar y el trigo fueron los productos de mayor importancia. Con el tiempo el cacao también se convirtió en producto de importancia económica para finalmente incluir el tabaco. Luego, al inicio del siglo XIX el café y décadas después el banano tomaron la mayor importancia. En las últimas décadas del siglo XX, la agricultura de Costa Rica se diversificó hacia otros productos no tradicionales, como las flores y las plantas ornamentales, las fresas, el melón y la piña. La economía de Costa Rica comenzó a cambiar a partir de la década de 1980, adoptando un modelo de desarrollo más diversificado, orientado hacia la industria, el turismo, la producción de software y el sector servicios, sin depender exclusivamente del sector primario, aunque este continúa siendo un factor de peso dentro de la economía nacional. Una de las aspiraciones del país es avanzar hacia un modelo de desarrollo agrícola sostenible, así como la creación de alternativas a la producción agrícola tradicional, tales como la agricultura orgánica.
La agricultura, sin embargo, continúa siendo parte importante de la actividad económica del país, pues al menos uno de cada siete costarricenses trabaja en el sector agrícola, las exportaciones de productos agrícolas conforman el 8% del PIB del país, y aproximadamente un 5.9% del territorio está conformado por cultivos permanentes y otro 4.4% está conformado por tierras de cultivo.
Costa Rica cuenta con aproximadamente 8 mil hectáreas consagradas a la producción de cultivos sin químicos, y más de 3 mil productores encargados de ofrecer los productos debidamente certificados, tanto en el mercado nacional como internacional. Según el último censo agropecuario realizado por el Instituto Nacional de Estadística y Censos, la superficie total de productos cultivados asciende a 557.888,6 hectáreas, siendo el principal cultivo el café, seguido de la palma africana, el banano, la caña de azúcar y la piña. El 15 de mayo de cada año se celebra en el país el Día del Agricultor Costarricense.

## Historia

### Desarrollo de la agricultura entre las sociedades precolombinas

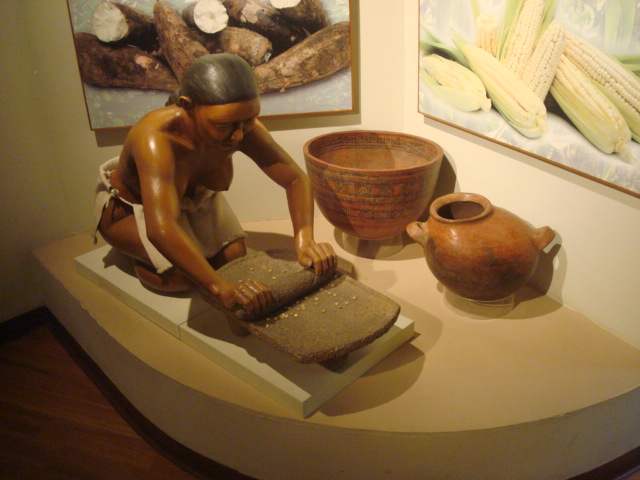
Las sociedades autóctonas de Costa Rica desarrollaron una agricultura de subsistencia basada principalmente en el cultivo del maíz y la yuca, con elaboración de cerámica utilitaria y herramientas de piedra como los metates.

Una agricultura incipiente apareció en el actual territorio de Costa Rica cerca de 5.000 a. C., basada en tubérculos y raíces, así como el mantenimiento de palmas y árboles frutales, como una opción a la caza y la recolección de frutos silvestres. La agricultura como tal floreció entre los años 1.000 a. C. y 800 d. C. Se formaron pequeñas comunidades agrícolas sedentarias, que contaban con utensilios cerámicos y herramientas de piedra dirigidas al cultivo y procesamiento de alimentos. Se originó la necesidad de dominar un mayor territorio para poder rotar los cultivos, ante el agotamiento de los suelos, permitiendo la formación de aldeas cada vez más grandes, que al final permitieron la aparición de cacicazgos y señoríos. El primer cultivo destacado fue la yuca, para lo cual las sociedades autóctonas desarrollaron herramientas especializadas, como los budares. La siembra y el cultivo del maíz apareció unos 500 años a. C., evolucionando de una práctica agrícola más a ser el principal cultivo.
El cultivo intensivo de productos agrícolas como el maíz permitió el crecimiento demográfico, sin alterar abruptamente el paisaje natural. El maíz cobró especial importancia en la zona del Pacífico norte del país (actual provincia de Guanacaste), región grandemente influenciada por las culturas de Mesoamérica, condicionando prácticas agrícolas, costumbres, arte y religión. Además del maíz, el cultivo del frijol y el ayote se constituyeron en la base de la alimentación. En Nicoya también se cultivaron tubérculos, algodón, chile, cacao, aguacate, tomate, zapote y níspero. Estas plantas se cultivaron siguiendo la técnica de la roza y quema en milpas. Los nicoyas desarrollaron técnicas de irrigación, y elaboraron diversas herramientas agrícolas de piedra, como palas, manos y metates.
La región Central-Atlántica y el Pacífico sur del país recibieron mayor influencia de la tradición suramericana. El cultivo del maíz fue importante, aunque las plantaciones de yuca y pejibaye también alcanzaron mucha importancia, registrándose en la documentación española la existencia de grandes plantaciones. En la región del Caribe, fue frecuente la siembra del pejibaye en grandes extensiones de hasta 50.000 palmas. En el Pacífico sur, la yuca, el frijol, el ayote y las frutas fueron base de la alimentación. Al momento de la llegada de los españoles en el siglo xvi, las sociedades autóctonas dependían de diversos sistemas agrícolas, donde se combinaban el cultivo del maíz, los tubérculos (camote, tiquisque y ñampí, entre otros), el frijol y las curcubitáceas.

### La agricultura en Costa Rica durante la colonia

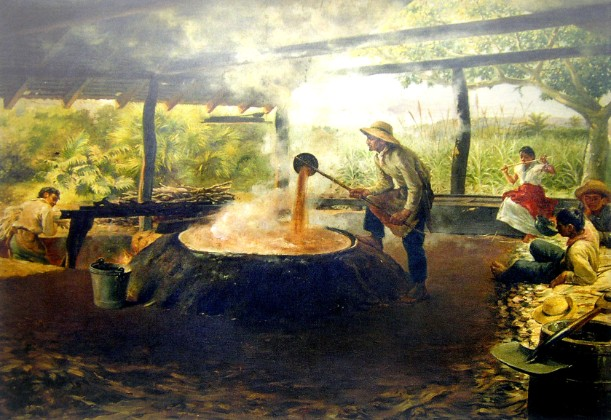
Durante la colonia, la agricultura de Costa Rica se desarrolló en un mundo campesino que tuvo varios ciclos económicos importantes, destacando los cultivos del trigo, el cacao, la caña de azúcar y el tabaco. En la foto, La paila, de Tomás Povedano.

Luego de la conquista española de Costa Rica, llevada a cabo en un largo proceso entre 1502 y 1570, los aborígenes que habitaban el territorio fueron repartidos en encomienda, sistema en el que debían trabajar la tierra y otorgar un tributo considerable de maíz, frijoles, cabuya, productos derivados del trigo, introducido al país en 1561, entre otros. Varios de estos productos, como el biscocho de trigo y el queso de Bagaces, se exportaban a Nicaragua y Panamá vía terrestre mediante mulas. La colonia, sin embargo, sufrió una drástica caída demográfica por las guerras de conquista, las epidemias, la sobreexplotación de los indígenas, las frecuentes rebeliones aborígenes y el mestizaje. De esta forma, Costa Rica se convirtió en una colonia pobre y marginal. La escasez de mano de obra indígena, a su vez, llevó al empobrecimiento de los encomenderos, que se vieron obligados a trabajar su propia tierra, dando lugar a un campesinado libre conformado por españoles y mestizos.
Entre 1660 y 1750, con un mayor auge entre 1727-1747, se estableció un ciclo económico basado en el cultivo del cacao, que se convirtió en el principal producto de exportación. El cacao se cultivaba en Matina, en la costa del Caribe, y se vendía mediante contrabando a comerciantes y piratas ingleses y holandeses, lo que estaba prohibido por las leyes españolas. El cacao fue un producto importante tanto en la época precolombina, donde se utilizaba como moneda, bebida ritual y materia prima con diversas aplicaciones, como en la colonia, donde su importancia como moneda de cambio, ante la ausencia de oro y plata, continuó teniendo validez. Para su cultivo, los españoles trajeron mano de obra africana en condiciones de esclavitud, para reemplazar a los indígenas, que huían de las plantaciones para refugiarse en las montañas, principalmente Talamanca. Pero el esplendor cacaotero del país fue fugaz, pues la competencia con otras regiones productoras del Imperio español, los impuestos establecidos por la Corona, la falta de infraestructura como puertos y caminos, y los ataques de piratas y zambos mosquitos marcaron la decadencia del cultivo.
El campesinado se expandió en forma importante durante el siglo xviii, principalmente por el agotamiento de los terrenos cultivables en la periferia de Cartago (1563), la capital colonial. El desplazamiento de la frontera agrícola dio lugar a la fundación de nuevos asentamientos: Heredia (1706), San José (1736) y Alajuela (1782). Hubo una diferenciación social establecida entre agricultores prósperos, dueños de sus propias fincas, y campesinos pobres que dependían de tierras comunitarias. La chacra se convirtió en la unidad básica de la economía agrícola del país, combinando una agricultura de subsistencia con la plantación de cultivos comerciales, principalmente la caña de azúcar. Este cultivo se vio incentivado por el comercio del aguardiente, propiciando la aparición de siembras y trapiches. La producción de aguardiente de caña se convirtió en un monopolio del Estado con la creación de la Fábrica Nacional de Licores en 1851.
Entre 1787 y 1792, las autoridades coloniales otorgaron a Costa Rica el monopolio sobre el cultivo y la exportación del tabaco en el resto de Centroamérica, llegando a establecerse en 1781 una factoría de tabacos en San José, que propició el crecimiento de esta ciudad, actual capital del país. Sin embargo, el cultivo decayó rápidamente una vez el monopolio fue retirado. No obstante, la agricultura comercial del tabaco y la caña de azúcar permitió que el Valle Central alcanzara un peso decisivo en el desarrollo del país.

### El café como motor de la economía nacional

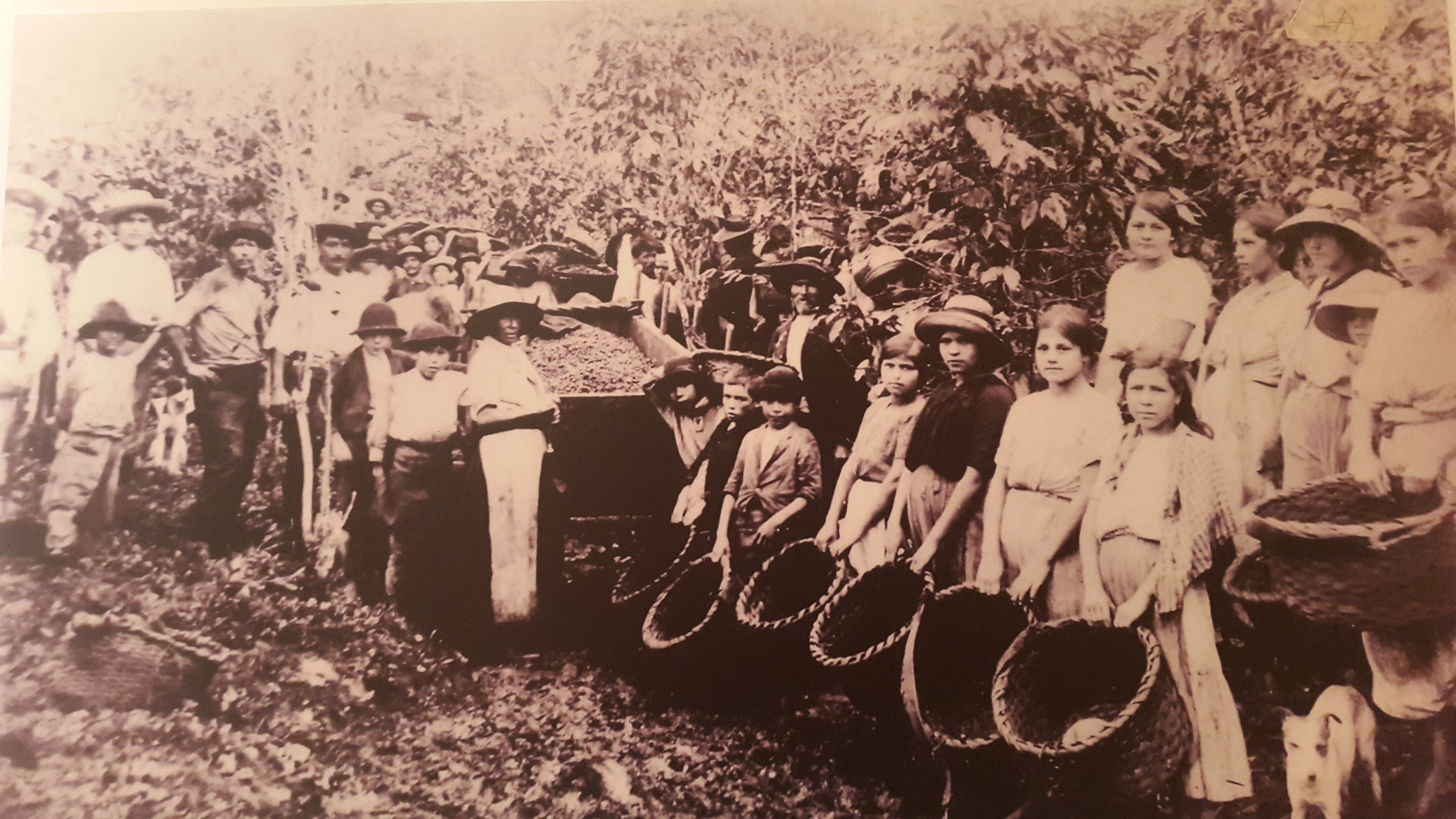
El café fue el principal motor de desarrollo del Estado costarricense durante el siglo xix y parte del siglo xx, abarcando gran parte de la actividad económica de su población, desde la siembra hasta el periodo de la cosecha, conocidas popularmente como "cogidas de café". Por eso, se le conoció como "el grano de oro".

La introducción del cultivo del café en 1761 fue un momento decisivo para la historia de Costa Rica. Durante la colonia, el país careció de un elemento que le permitiera incorporarse al mercado mundial, y por tanto, desarrollarse. El cultivo del café recibió un decidido impulso a partir de 1808 al iniciarse su siembra en las tierras fértiles del Valle Central. Luego de la independencia del país en 1821, los primeros gobernantes estimularon la actividad cafetalera, generando un movimiento económico que permitió el desarrollo del país, con su exportación hacia Inglaterra, que se convirtió en el principal cliente del café costarricense. La extensión del cultivo superó los límites del Valle Central, expandiéndose hacia el Occidente, el valle de Turrialba e incluso Guanacaste.
La actividad cafetalera dinamizó la economía y la vida social de Costa Rica, permitiendo la introducción de nuevas tecnologías, la importación de modas, el desarrollo de infraestructura de caminos y puertos, la diversificación del comercio interno y la modernización de las ciudades. El café enriqueció a pequeños y medianos productores agrícolas, dueños de pequeños cafetales, pero también perjudicó a los campesinos pobres, que vieron la privatización de las tierras comunales y su conversión en jornaleros asalariados. Las ganancias del café generaron la formación de una élite acomodada oligárquica, que modificó e intervino en casi todos los aspectos sociales, culturales, religiosos y políticos del país durante gran parte de la historia subsiguiente.
La siembra, cultivo y cosecha del café fue la actividad económica más importante de Costa Rica, llegando incluso a alcanzar fama mundial por su calidad. El café significó una temprana fuente de estabilidad y riqueza, mientras propició que la sociedad costarricense se volviera cada vez más integrada, dinámica, compleja y diversa, así como el desarrollo de una identidad nacional y una cultura del café que persiste hasta la actualidad. La venta del café llegó a significar casi el 90 por cierto del valor de las exportaciones de Costa Rica entre 1850 y 1890.

### Ferrocarril y banano

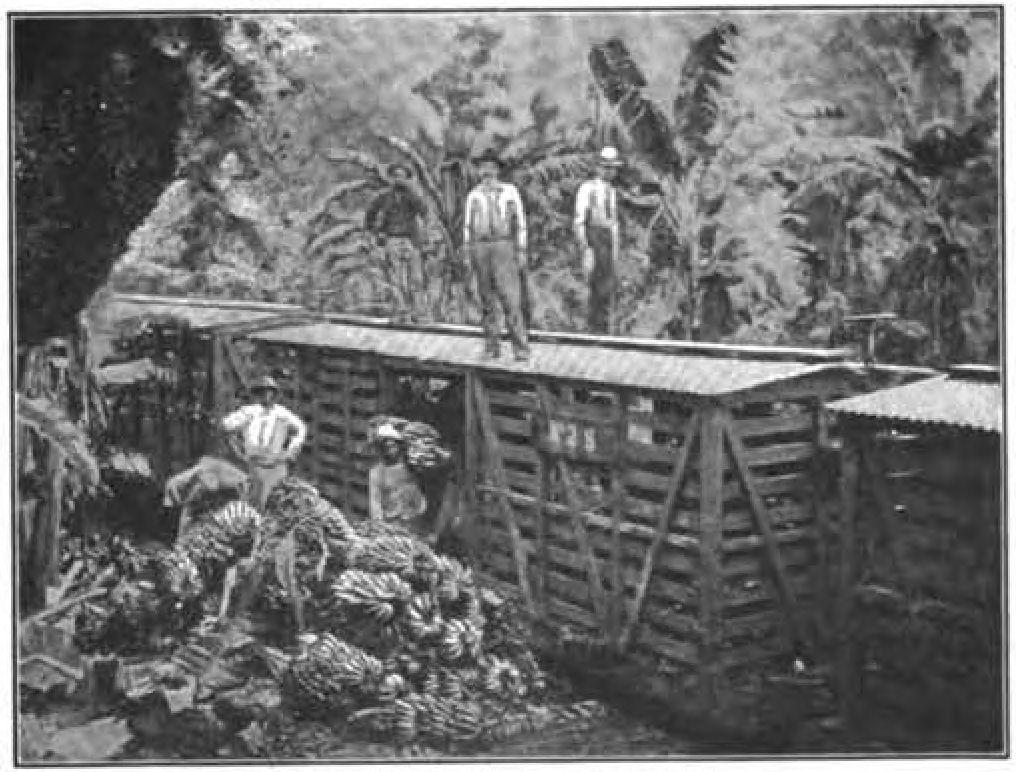
La construcción del Ferrocarril al Atlántico a finales del siglo xix significó la llegada de los inmigrantes afroantillanos y la explotación del banano, que generó, junto al café, un modelo de desarrollo agroexportador que persistió hasta bien entrado el siglo xx.

El auge del café impulsó la necesidad de hallar una vía hacia el Atlántico, que permitiera exportarlo más fácilmente hacia Inglaterra, pues las exportaciones se hacían principalmente por el puerto de Puntarenas en el Pacífico, lo que implicaba realizar un rodeo por el sur del continente, a través del estrecho de Magallanes. A finales del siglo xix, se decide iniciar la construcción de un ferrocarril que uniese el Valle Central con el Caribe, obra que fue dada en concesión. Para financiar la vía férrea, se acordó también conceder la explotación de los terrenos colindantes para el cultivo del banano, mediante un monopolio privado, para luego exportar la fruta al mercado estadounidense. La construcción de la obra ferroviaria también significó el arribo de cientos de inmigrantes afroantillanos de cultura afrobritánica, que se asentaron en la provincia de Limón, para trabajar en el ferrocarril o en las plantaciones, así como la llegada de inmigrantes chinos e italianos.
Los valores de la exportación del banano igualaron a las del café en 1910, convirtiendo la economía de Costa Rica a un modelo agroexportador basado en el bicultivo de café y banano. Pero la actividad productiva depredatoria de la United Fruit Company, la compañía encargada de la administración y explotación del enclave bananero, generó una serie de movimientos sociales que vinieron a cambiar el escenario político y social del país en las décadas siguientes. A partir de 1930, al agotarse las tierras o ser afectadas las plantaciones por epidemias, la compañía trasladó sus actividades al Pacífico sur, donde la actividad bananera experimentó otra fase de veloz crecimiento. Costa Rica llegó a convertirse en uno de los principales exportadores mundiales de banano durante la época de auge de este cultivo.
La organización del cultivo bananero por parte de compañías norteamericanas también significó la llegada de nuevas tecnologías y medios de control sanitarios, pero que solamente se aplicaron en la región bananera. Las consecuencias sociales producto de la explotación del banano difirieron de las del café. En el caso del café, la penetración del capital inglés asumió una forma esencialmente financiera, mientras que el cultivo del banano fue un monopolio donde la compañía explotaba y controlaba todos los aspectos de la producción: la posesión de la tierra, la siembra, el transporte interno, la recolección, la exportación, la mano de obra y la colocación de la fruta en el mercado internacional, además de gozar de tratos fiscales favorables y quedarse con la mayoría de las ganancias. Surgió un nuevo tipo de trabajador: el peón bananero asalariado, generalmente expuesto a condiciones precarias de orden climático, higiénico y laboral. Las duras condiciones laborales y la inexistencia de garantías sociales hicieron que los trabajadores realizaran movimientos sociales mayores que retaron la orientación de carácter social del Estado costarricense.

### El agotamiento de la frontera agrícola

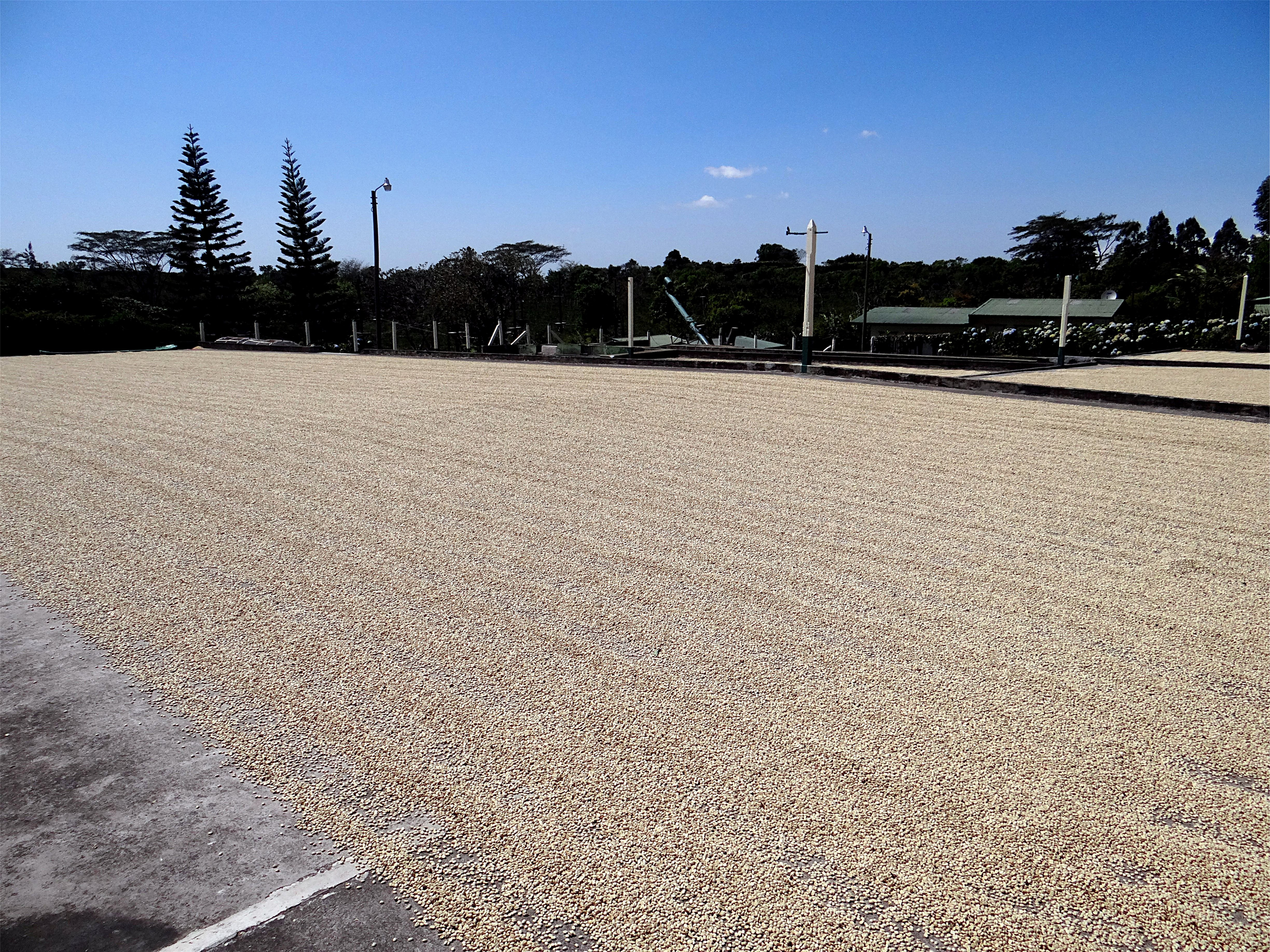
La economía costarricense dejó de depender exclusivamente del sector agrícola entre 1980 y 2000, cambiando su modelo de desarrollo. En la foto, secado de granos de café en un beneficio industrial en el cantón de Dota, provincia de San José.

La bonanza del café y el banano durante finales del siglo xix y principios del siglo xx vino a topar con serias dificultades en el mercado internacional. La Gran Depresión de 1929 hizo sentir sus peores efectos en las familias campesinas rurales. A esto se sumó luego el cierre del mercado europeo, destino del 50% de la exportación costarricense, con las dos guerras mundiales, lo que obligó al país a reorientar sus exportaciones hacia los Estados Unidos, que compraba el café a un precio inferior y cuyas multinacionales controlaban la producción del banano.
En la década de 1980, luego de casi un siglo de mantener un modelo de desarrollo agroexportador, la economía costarricense se desplomó a causa de varios factores de índole tanto nacional como internacional, entre estos, la caída de los precios del café, tras un breve aumento de la cotización entre 1976-1977, y el cierre de la United Fruit Company en 1983, que clausuró sus operaciones en el sur del país. La proporción de hogares pobres, reducida durante el periodo de 1961 a 1977, se elevó a 48% en 1982, y se agravó el desempleo. La crisis económica comenzó a resolverse luego de 1982, pero para 1986, una serie de medidas de corte neoliberal redujo el apoyo estatal al sector agrícola, lo que generó protestas entre medianos y grandes agricultores, e inició un proceso de desaparición del campesinado, provocando migraciones desde el área rural hacia las conurbaciones de las principales ciudades.
En 1987, por primera vez en 150 años, la exportación de productos no tradicionales superó de forma sostenida a las exportaciones de café y banano. Para finales de la década de 1990, la agricultura había dejado de ser la principal entrada de divisas del país, que había avanzado hacia un modelo de desarrollo económico basado en el auge del turismo, la venta de software, la exportación de equipos médicos y el sector servicios. La población ocupada en el sector agrícola bajó entre 1985 y 2004, de un 27 a un 15%, mientras que el sector servicios aumentó de la mitad a casi dos tercios. El aumento de la inmigración de refugiados por los conflictos bélicos en Centroamérica, produjo que los inmigrantes nicaragüenses reemplazaran cada vez más a los costarricenses en labores agrícolas, como la cosecha de café y banano, y la zafra de la caña de azúcar.
A inicios del siglo xxi, Costa Rica importaba más de la mitad de los granos básicos que consume, principalmente arroz, frijoles y maíz, base de la dieta del costarricense. Entre 1998 y 2011, las importaciones de granos básicos abastecieron el 34% del arroz, el 69% del maíz y el 73% del frijol consumido en el país, granos provenientes principalmente de Estados Unidos, El Salvador, Colombia, Nicaragua, China, Guatemala y México. Según datos del VI Censo Nacional Agropecuario, las áreas dedicadas al cultivo de grano disminuyeron significativamente en los últimos 30 años, mientras que cultivos como la caña de azúcar, la palma africana y la piña aumentaron considerablemente. Esto es un reflejo del estilo de desarrollo vigente, que impulsa un cambio en la utilización de los suelos, privilegiando el uso de los terrenos agrícolas en productos extensivos y tecnificados para la exportación, reduciendo la producción de alimentos.

### Diversificación de la agricultura costarricense

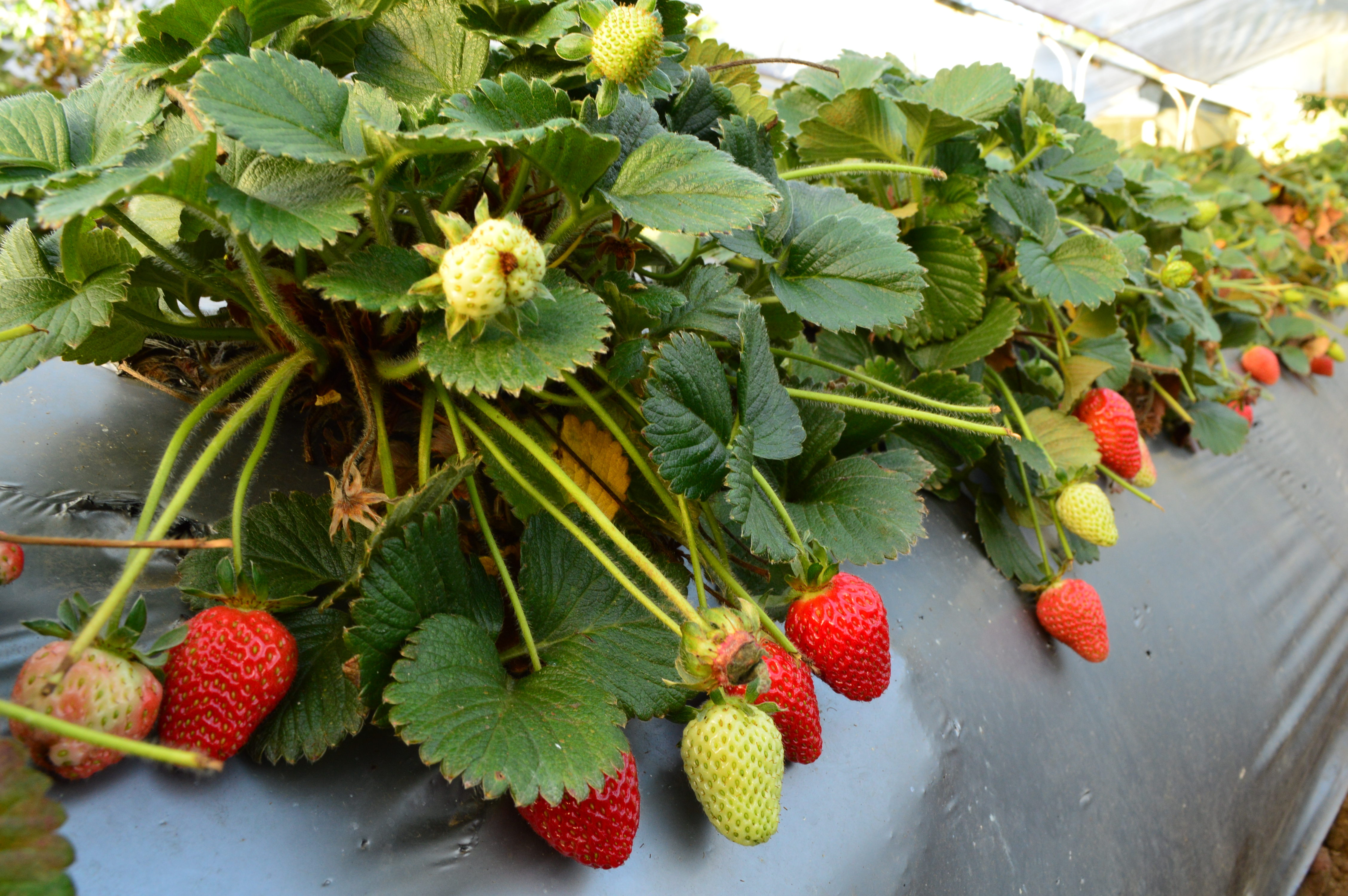
Costa Rica diversificó su agricultura a partir de la década de 1950. Para finales del siglo xx, los productos agrícolas no tradicionales representaron el 21% de las exportaciones agrícolas. En la foto, fresas en un invernadero en Varablanca.

La diversificación de la producción agrícola iniciada con el banano se extendió a otros cultivos a partir de 1914. La caña de azúcar, antes asociada a la finca campesina y el trapiche, se empezó a cultivar en grandes extensiones y a procesar en costosos ingenios. Se formaron vastas haciendas azucareras en la zona de Grecia, en los valles de Turrialba y Reventazón, luego el cultivo se extendió hacia Guanacaste y los valles de los ríos General y San Carlos. Se dio también un nuevo auge del cacao, controlado por la United Fruit Company, gracias a la habilitación de la región del Atlántico. A partir de 1910, las cifras aportadas por la exportación de cacao fueron alentadoras, pero el cultivo no logró cobrar más relevancia en el país, y una epidemia de moniliasis en 1980 prácticamente acabó con el sector.
Luego de 1948, con el triunfo de la revolución en la Guerra civil de Costa Rica de 1948, el país apostó aún más por la diversificación agrícola. Con la introducción de los agroquímicos, Costa Rica experimentó un nuevo auge de su producción cafetalera entre 1950 y 1970, sumado a esto el aumento del precio internacional del café, y el aumento en las ventas del banano entre 1944 y 1952. Estos nuevos ingresos, sumados a la nacionalización de la banca, permitieron financiar mejoras tecnológicas, orientadas a la diversificación de la agricultura y la industria, lo que sumado a la abolición del ejército, permitió al país invertir en cuestiones sociales, salud, seguridad, educación, etc. Nuevas compañías foráneas y nacionales intervinieron en el cultivo del banano, rompiendo el monopolio la United Fruit Company, que incursionó en el cultivo de palma africana, sobre todo en la zona del Pacífico sur.
La diversificación de la producción agrícola comenzó a hacerse más evidente a partir de la década de 1970, cuando surgieron nuevos productos no tradicionales, como las flores ornamentales, los follajes, el melón y la piña, los cuales anteriormente se dedicaban únicamente al autoconsumo, pasando a convertirse en productos de exportación. Para 1997, el volumen de exportaciones de productos no tradicionales llegó a representar el 21% del total de las exportaciones agrícolas costarricenses, y a inicios del siglo xxi, Costa Rica llegó a convertirse en el principal país exportador de piña del mundo. Para el año 2014, la productividad agrícola de Costa Rica había aumentado un 78% en las últimas dos décadas, de la mano principalmente del crecimiento de la eficiencia en el cultivo de productos no tradicionales. Mientras en 1998 el banano y el café concentraban el 66% de las exportaciones del sector agrícola nacional, para 2014 la participación de estos cultivos se había reducido a un 46%, mientras que la producción de piña creció un 91% entre 1991 y 2014, y se dio un gran crecimiento en el cultivo de productos como papaya, mango, macadamia y fresa. A esto se suma que los productores se han dado a la tarea de generar un valor agregado con la creación de derivados, evitando limitarse a la mera exportación del producto como tal, dándose a la tarea de la conquista de nichos específicos como la agricultura orgánica, el cumplimiento de políticas relativas a la carbono neutralidad y de altos estándares exigidos por los mercados internacionales.

## Producción
En 2018, Costa Rica produjo 3,4 millones de toneladas de piña (es el mayor productor del mundo). En el mismo año, el país produjo 4,4 millones de toneladas de caña de azúcar, 2,5 millones de toneladas de plátano (16.º productor más grande del mundo) y 1 millón de toneladas de aceite de palma (15.º productor más grande del mundo), siendo estos sus principales cultivos. Además, produjo 236 mil toneladas de naranja, 159 mil toneladas de mandioca, 158 mil toneladas de arroz, 143 mil toneladas de melón, además de producciones más pequeñas de otros productos agrícolas como café (85 mil toneladas), papaya, patata, tomate, etc.

### Café

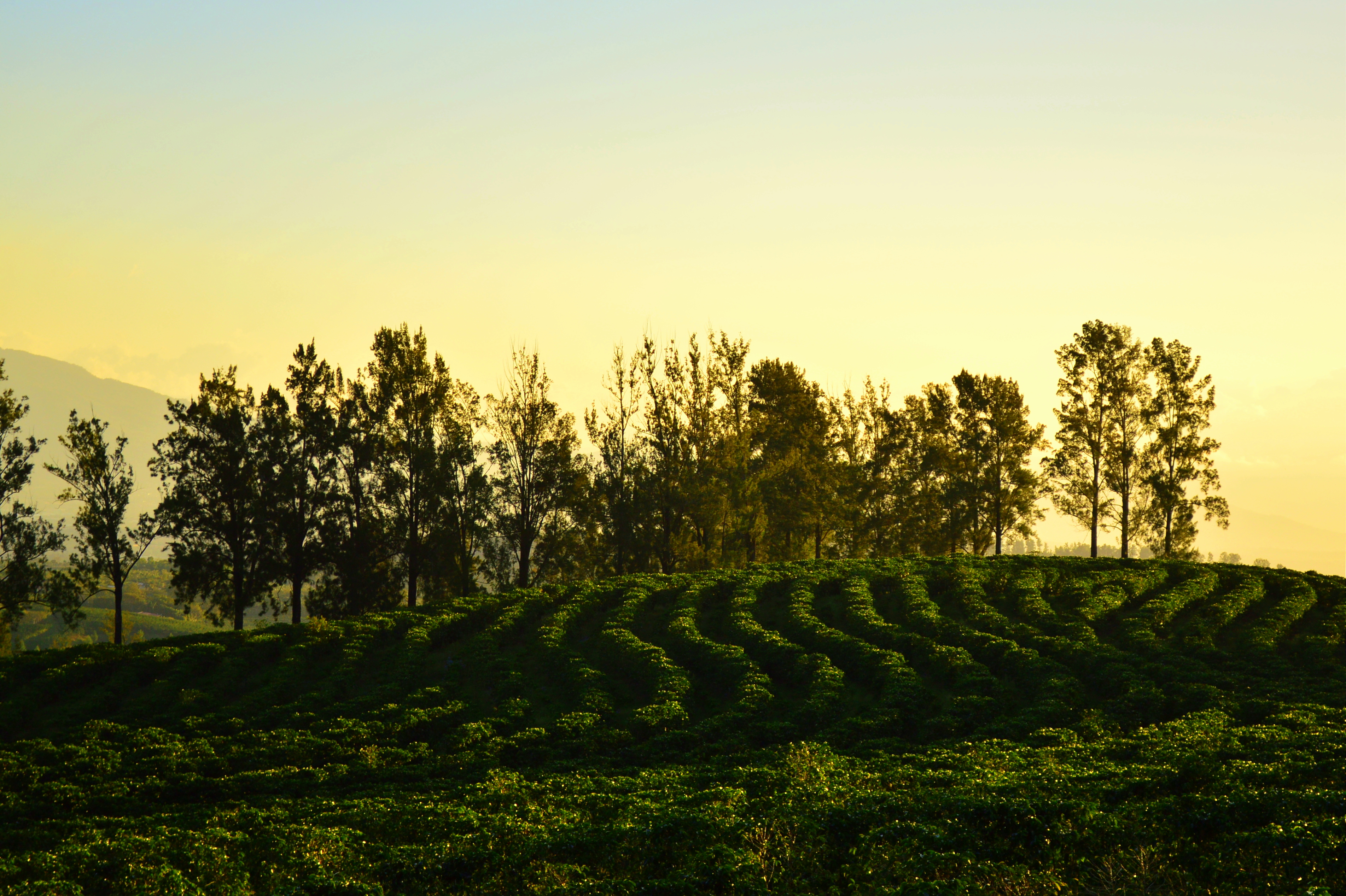
Cafetal en Chahuites de Santa Bárbara de Heredia.

El café, uno de los cultivos de mayor valor, se cultiva en ocho regiones cafetaleras del país, clasificadas según sus características climáticas, altitud y suelos:
- Valle Central (faldas de los volcanes Irazú, Poás y Barva).
- Occidente (cantones de San Ramón, Palmares, Naranjo, Grecia, Sarchí y Atenas).
- Zona Guanacaste: cantones de Hojancha, Nicoya, Santa Cruz y Nandayure (Guanacaste); Monteverde y Montes de Oro (Puntarenas); San Carlos (Alajuela) y Sarapiquí (Heredia).
- Tres zonas de la provincia de Cartago: Tres Ríos en el cantón de La Unión; Valle de Turrialba; y Valle de Orosi.
- Región Brunca (Coto Brus y Pérez Zeledón).
- Zona de los Santos (Tarrazú, Dota, León Cortés Castro, Acosta, Aserrí, Desamparados y Corralillo de Cartago).

Históricamente, este producto se conoce como el "grano de oro". Fue el motor de la economía en la Época Liberal (siglo XIX), suponiendo su venta casi el 90 por ciento de lo exportado por el país entre 1850 y 1890, convirtiéndose en una temprana fuente de estabilidad y riqueza para la burguesía que explotaba el cultivo, que se exportaba principalmente a Inglaterra. Las exportaciones de café han tenido varios periodos históricos, con altibajos en los precios del grano que han influido directamente en la economía nacional: entre 1847 y 1849 hubo una crisis producida por una baja en la cotización del grano en Europa, seguido de un periodo de bonanza en la década de 1850; entre 1927-1936, otra crisis se produjo como consecuencia de la Gran Depresión. En 1933, se fundó el Instituto del Café de Costa Rica (ICAFE). A partir de 1936, la economía dependiente del café experimentó una recuperación con la reorientación de las exportaciones a los Estados Unidos, tras el cierre de los mercados europeos por la Segunda Guerra Mundial. Tras la guerra, el precio del quintal subió entre 1940 y 1956, triplicándose la producción cafetalera entre 1950 y 1970 con la introducción de los agroquímicos, convirtiéndose el modelo agroexportador café-banano en el principal motor del desarrollo nacional. Para 1980, la caída en la cotización del precio del café, junto a otros factores, motivó un cambio hacia otro modelo de desarrollo, basado en la inversión extranjera, el turismo y una economía de mercado y servicios. El café, sin embargo, permanece como el tercer producto agrícola de exportación de Costa Rica, detrás de la piña y el banano. En 2007 se produjeron 110,400 toneladas métricas de café. Para el 2012 las exportaciones de café de Costa Rica alcanzaron los 412,2 millones de dólares, mientras para 2013 sumaron 301,9 millones de dólares, y se espera que para el 2014-2015 la producción crezca un 4.5% con respecto a la del año anterior. Asociado a la producción de café, existe toda una industria paralela basada en la producción de café refinado (gurmé), coffee tours y producción de artesanías y productos alusivos al grano.

### Banano

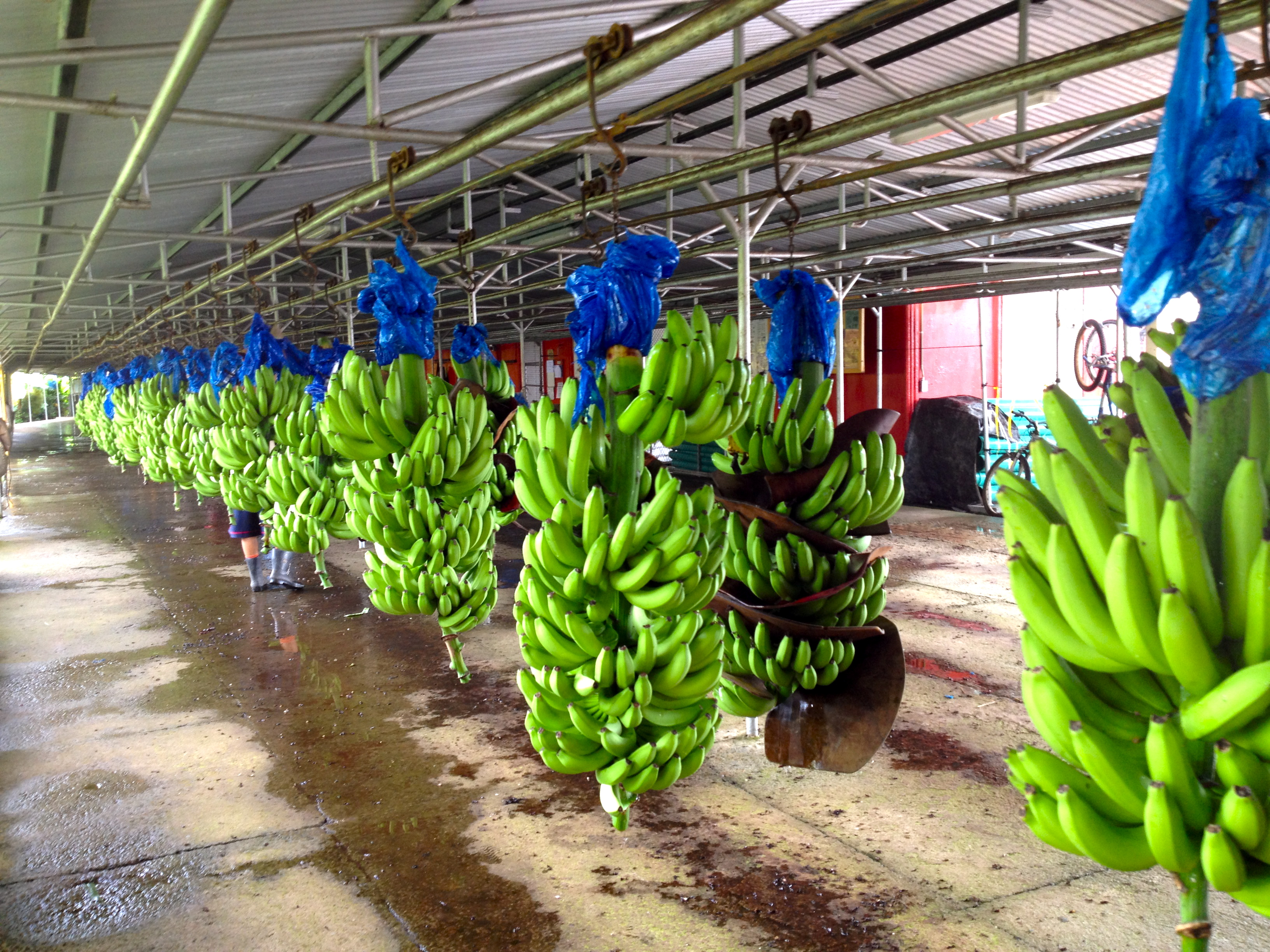
La Unión Europea calificó en 2015 al banano de Costa Rica como el mejor del mundo.

Costa Rica es el séptimo mayor productor de bananos a nivel mundial, con una exportación de 100 millones de cajas anuales (1.8 millones de toneladas métricas), lo que significó ventas en 2014 por 903 millones de dólares. El banano tuvo su auge durante la Época Liberal con la construcción del ferrocarril al Atlántico, lo que estimuló la inmigración de diversos grupos étnicos (afrocaribeños, europeos, chinos), y a la vez permitió abrir una ruta de comercio transoceánica. Para el año 2014, la exportación bananera significó el 8% del total de las exportaciones del país. Los principales destinos de las exportaciones bananeras son la Unión Europea (48.5%), principalmente Reino Unido, Bélgica, Italia, Alemania, Grecia, España y Suecia, y los Estados Unidos (40.5%). El cultivo se realiza principalmente en la provincia de Limón, aunque también hay plantaciones bananeras en el Pacífico Central y Sur. Un 1% (unas 44.000 hectáreas) del territorio nacional está destinado a su producción, y el sector genera 40.000 empleos directos y 100.000 indirectos. Costa Rica es el único país exportador de banano que cuenta con indicación geográfica, otorgado por la Unión Europea en el Acuerdo de Asociación entre esta y Centroamérica (AACUE), lo que supone un sello de calidad para este producto.

### Floricultura
El cultivo de plantas ornamentales es un importante producto para venta nacional y exportación. Existe gran variedad de especies y colores. La primera plantación de este tipo se originó en Llano Grande, Cartago; siendo aún esta zona la de mayor producción a nivel nacional y posicionándose en los primeros lugares de la región en cantidad y calidad.
Este cultivo se ha extendido a muchos otros lugares, aunque en menor medida.

### Piña

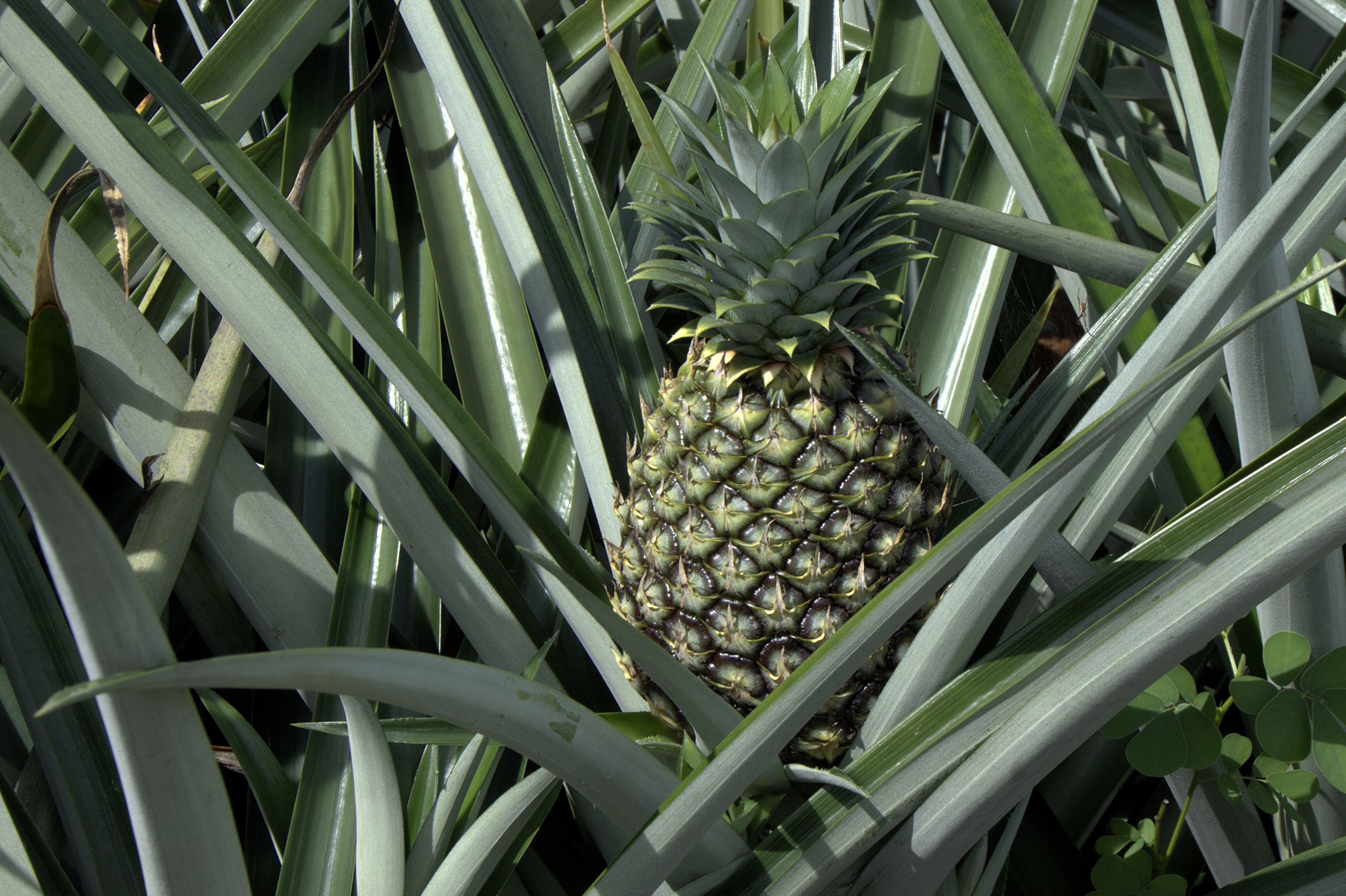
Costa Rica es el principal productor mundial de piña.

La piña es uno de los principales productos agrícolas de exportación de Costa Rica, cuyo cultivo permanece en constante incremento desde la apertura del sector hace más de 30 años, siendo inicialmente un producto no tradicional. Para el año 2014, el país sumó 37.659,9 hectáreas cultivadas de piña, localizados los principales productores en Buenos Aires de Puntarenas, San Carlos de Alajuela y Sarapiquí de Heredia, lo que representa el 10,6% del área cultivable del país. Durante el año 2013, el cultivo de piña generó $834 millones, constituyéndose en un 7.3% de las exportaciones ese año, y superando al banano como principal producto agrícola de exportación en 2010. En 2011, Costa Rica fue el principal exportador mundial de piña, generando 27.000 empleos directos y 110.000 indirectos. Para 2013, el país se consolidó como el primer productor de piña del mundo. El 50% de la exportación de piña se destina a los Estados Unidos, seguido de Chile, China y algunos países del Caribe. El sector, no obstante, enfrenta diversas críticas en cuanto a sostenibilidad, uso de plaguicidas y contaminación de recursos hídricos, lo que ha generado conflictos comunales, ambientales y laborales.

### Cacao

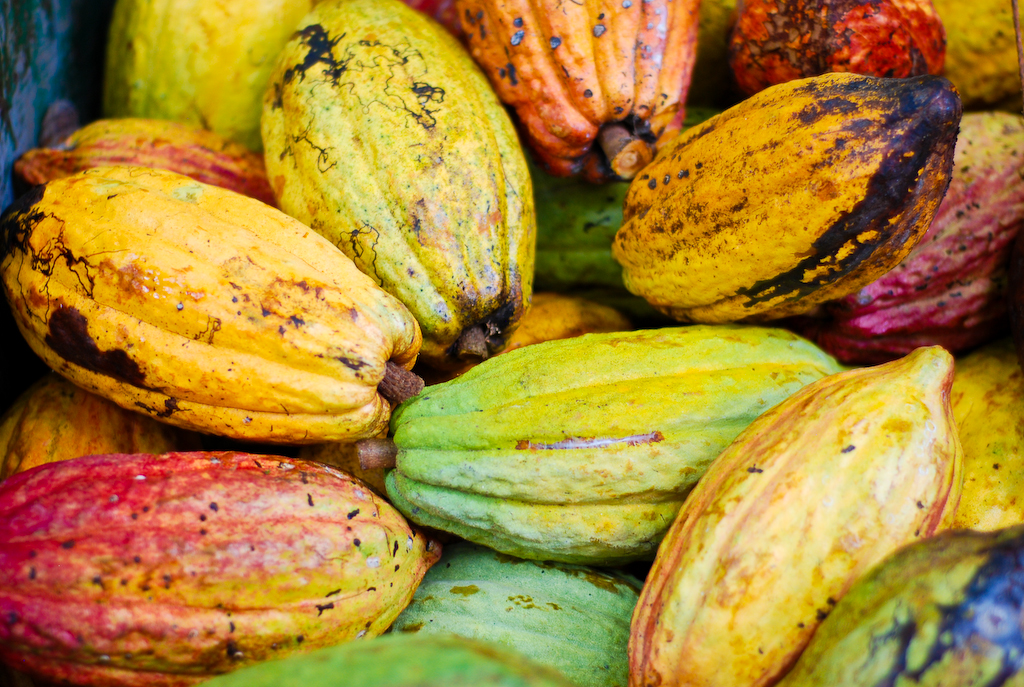
El cacao producido por los bribris en Talamanca ha sido calificado entre los mejores 10 del mundo por su calidad.

El cacao producido en el país se destaca principalmente por su calidad. Con siglos de importancia para el proceso social de los pueblos autóctonos durante la época precolombina, cuando fue utilizado ritualmente y como moneda, y también durante la colonia, destacándose un ciclo económico en Matina (1727-1747), el cacao tuvo un peso importante en la economía nacional hasta finales de la década de los 1980, cuando alcanzó las 20.000 hectáreas cultivables, pero en 1978 la producción decayó vertiginosamente, hasta casi desaparecer, debido a una epidemia de moniliasis y a la caída de los precios internacionales. En la última década y a pesar de carecer de tecnología para procesar a gran escala el grano nacional, el sector cacaotero costarricense ha mostrado una reactivación, alcanzando las 4.660 hectáreas en 2012, con 2.262 productores. El cacao se siembra especialmente en la región del Caribe y en la Zona Norte (San Carlos y Los Chiles). Destaca la producción de cacao orgánico, de forma artesanal, realizada por los indígenas bribri de Talamanca, cuyo producto ha sido calificado como uno de los de mejor calidad y más finos del mundo, llegando a ubicarse entre los 10 mejores. El cultivo del cacao de Talamanca también resalta por su armonía con el ambiente, al ser cultivado con métodos tradicionales. En el repunte del cacao ha resultado vital el aporte del Centro Agronómico Tropical de Investigación y Enseñanza (Catie), que logró desarrollar seis variedades del grano más resistentes y aromáticas. Costa Rica produce unas 700 toneladas de cacao mensuales, cotizándose la tonelada de cacao fino de Costa Rica en $3.500, superior a los $2.200 en la que se cotiza la tonelada promedio.

### Caña de azúcar

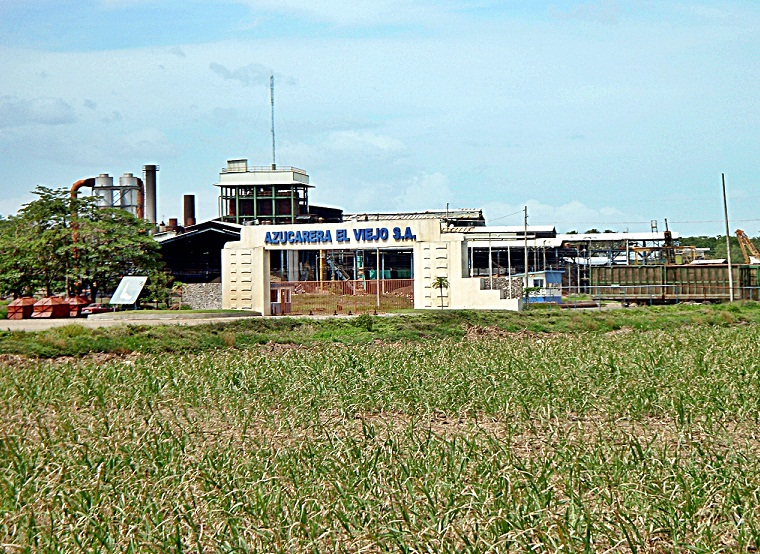
Ingenio azucarero cerca de Filadelfia, Guanacaste.

El cultivo de la caña de azúcar como actividad económica en Costa Rica data del siglo xvi, tras el arribo de los españoles al territorio. Las actividades agrícolas relacionadas con la caña de azúcar se han mantenido importantes a lo largo del tiempo, pero mostrando grandes cambios que han ido desde la economía agrícola-rural hasta el desarrollo agroindustrial de la actualidad. La producción de caña de azúcar en Costa Rica se encuentra subsidiada, y la generación de alcohol a base de caña de azúcar es un monopolio el Estado. Costa Rica es el tercer productor de caña de azúcar de Centroamérica tras Guatemala y El Salvador. 
La actividad agrícola relacionada con la producción y elaboración de dulce, azúcar y alcohol tiene antecedentes tempranos en la época colonial, pero es en la segunda mitad del siglo xix cuando se inicia el proceso industrial-artesanal que culminó en el siglo XX con los primeros ingenios de azúcar. Desde 1854, el Estado costarricense intervino en la actividad agroindustrial de caña de azúcar, controlando el monopolio de la producción de alcohol con la creación de la Fábrica Nacional de Licores. A finales del siglo xix se implementaron los primeros grandes trapiches para satisfacer la demanda nacional de dulce. Con la Primera Guerra Mundial (1914-1918), el aumento de la demanda internacional propició la aparición de los primeros ingenios, creando un clima favorable para la producción de caña. La crisis económica de 1930 y la Segunda Guerra Mundial obligaron al Estado a realizar una nueva intervención de la producción agroindustrial de la caña, mediante el establecimiento de la Junta de Protección de la Agricultura de la Caña.
A partir de 1950, se dio en el país una política para incentivar el cultivo, fomentando la producción agrícola y adquiriendo nuevas tecnologías para la cosecha y el procesamiento de la caña. Las innovaciones tecnológicas y genéticas del cultivo desplazaron el cultivo de la Región Central del país hacia otras zonas, como las tierras bajas del Pacífico y Zona Norte. Durante esta época se incentivó el uso de agroquímicos, permitiendo una optimización de la cosecha. Para 1980, se logró un promedio de 80 toneladas por hectárea, el doble de los rendimientos obtenidos en 1950. En 1965, se creó la Liga Agrícola e Industrial de la Caña de Azúcar (LAICA), con el propósito de orientar la actividad de la agricultura de la caña y su industrialización, funcionando como órgano rector de la actividad cañera. Después de 1980, se dio una diversificación en los productos derivados de caña de azúcar, introduciéndose la fabricación de etanol para su uso como combustible. La producción de dulce y azúcar moreno encontró un nuevo impulso en los pequeños productores de caña, que abastecen trapiches con técnicas mejoradas, sobre todo en zonas donde no operan ingenios. En 1982, la creación de la Dirección de Investigación y Extensión en Caña de Azúcar se dio con el objetivo de realizar investigación y transferencia de tecnología para fomentar el cambio tecnológico del sector. En 1998, una nueva ley orgánica creó un cambio de fondo en la estructura interna, dividiendo al sector en una división corporativa y otra comercializadora.
En Costa Rica existen tres tipos de fincas que producen caña de azúcar: las mayores a 200 ha, ubicadas en el Pacífico y Norte del país, más extensas y mecanizadas, que operan a mayor escala y cuya actividad está más relacionada con los ingenios; un grupo intermedio ubicado en el Valle Central (ejemplo, las regiones de Juan Viñas y Grecia), eficientes en la producción pero menos mecanizadas por lo limitado de la topografía montañosa; y un pequeño grupo con fincas menores a 50 ha, más limitadas en el aspecto tecnológico y que usa intensivamente mano de obra y obtienen rendimientos más bajos. En la actualidad, el principal mercado del azúcar es el mercado interno para consumo humano, que corresponde a un 70% del mercado interno. El otro 30% corresponde a la demanda industrial, para producir bebidas carbonatadas, sirope, jugos, productos de panadería y dulces. El sector muestra oportunidades de desarrollo en la producción de azúcar para la exportación, principalmente luego de la firma del TLC con Estados Unidos, que le permitirá duplicar su cuota en ese mercado; también se consideran opciones la producción de energía a partir de bagazo, y la producción de etanol para ser usado como combustible.

### Palma africana

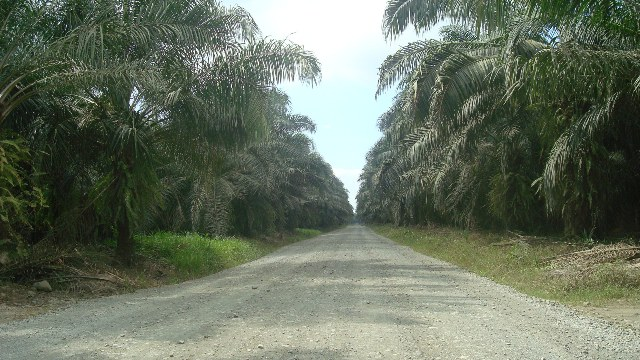
Palma africana en Parrita.

El cultivo de la palma africana en Costa Rica se estableció en el año de 1944 con la actividad desarrollada por la United Fruit Company, principalmente en la zona sur del país. Para el año 2007, existían 47 807 ha plantadas con palma africana en las regiones del Pacífico Central y Sur de Costa Rica, con cuatro plantas extractoras con la capacidad de extraer 169 toneladas métricas por hora. La industria se encuentra en manos del sector privado en un 46%, pero también diversas cooperativas trabajan en el sector (28%). El 26% restante corresponde a pequeños productores independientes que venden su producto a los otros dos sectores mencionados. Unas 3968 familias dependen económicamente de esta actividad agrícola (alrededor de 20 000 personas). La producción de aceite de palma africana ascendió de 147 643 a 188 994 toneladas métricas entre 2001 y 2006, con exportaciones principalmente destinadas a México. Para el año 2005, el aceite de palma africana era el quinto producto derivado agrícola de exportación, tras el banano, la piña, el café y las naranjas. La producción interna se dedica a la fabricación de manteca y oleína para margarinas.

## Aspectos de la agricultura en Costa Rica

### Agricultura y cambio climático

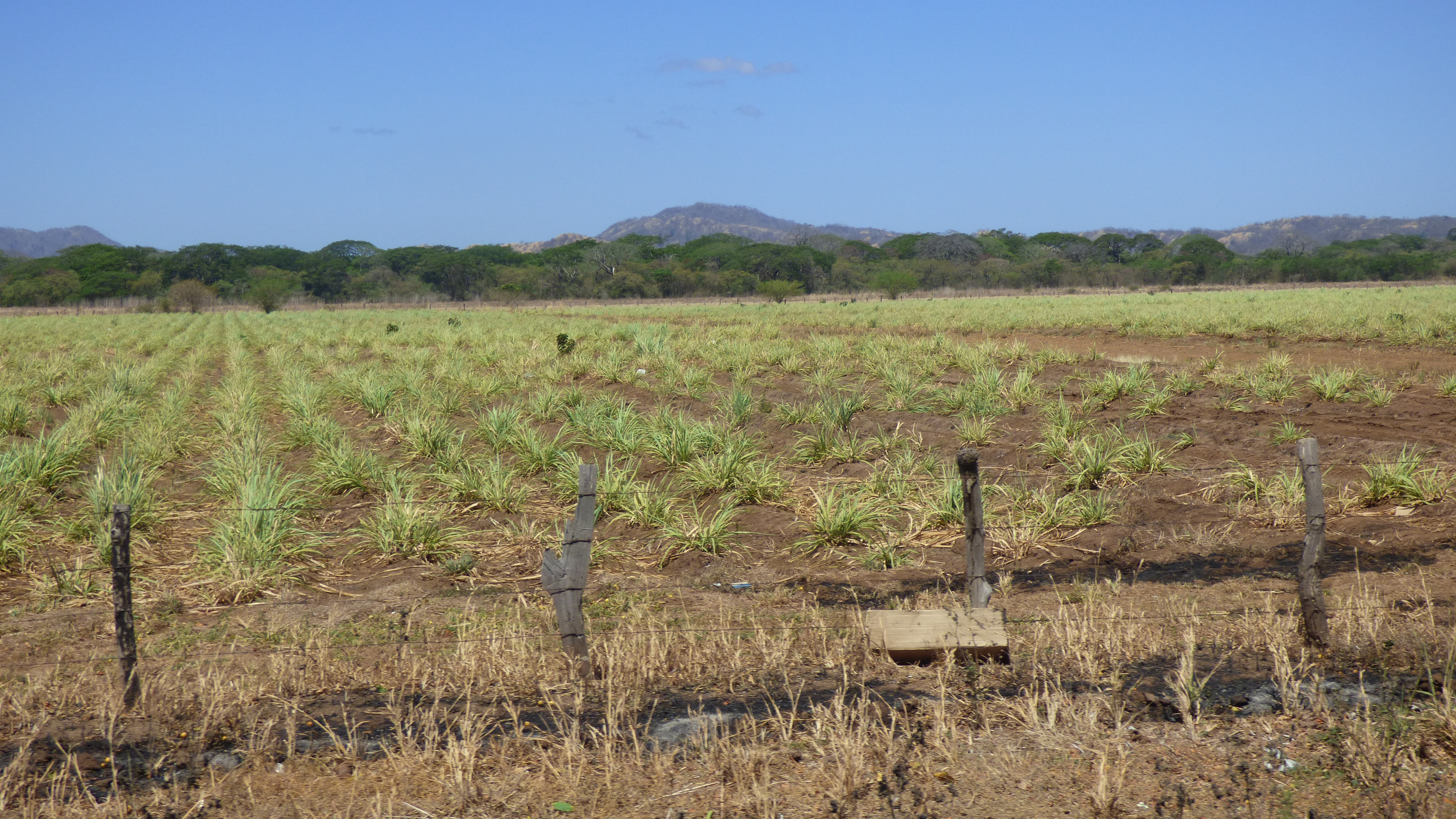
Guanacaste sufrió una fuerte sequía en 2015. En la foto, plantación de caña de azúcar en Santa Cruz.

Se espera que para el año 2030, el efecto del aumento de la temperatura media anual y la disminución de las lluvias generen un significativo impacto en la agricultura del país. Esto supone un reto para Costa Rica, porque es posible que muchas áreas de cultivo que sustentan las exportaciones y la seguridad alimentaria del área rural se vean afectadas en el futuro, y la capacidad de esta población de adaptarse a dichos cambios dependerá de su acceso a servicios básicos, a la información, la tecnología y el mantenimiento de los ecosistemas. Por este motivo, Costa Rica lidera en Centroamérica los esfuerzos para mitigar los efectos del cambio climático en la agricultura de exportación y el medio ambiente, al establecer en 1997 el primer sistema de pagos por servicios ambientales y aprobar una ley que reconoce los beneficios ambientales en el sector agropecuario, de modo que se pueda mitigar el efecto del cambio climático. Entre 2011 y 2014, Costa Rica desarrolló una Estrategia Nacional de Cambio Climático con el objetivo de que el país alcanzara la carbono neutralidad para 2021. Las áreas más vulnerables al cambio climático corresponden a los cantones que componen la provincia de Limón, la región Brunca (sureste) y el norte del país. Se prevé que, para 2030, las provincias donde más aumentará la temperatura serán Alajuela, Puntarenas y Guanacaste, mientras que el resto del país presentará cambios menores. Los cultivos más susceptibles de sufrir afectación por el cambio climático son el café y el frijol, y se espera que el banano pierda aptitud en Alajuela, Puntarenas, San José, Limón y Cartago. Otros cultivos, en cambio, se volverán más aptos, como la caña de azúcar, el maíz y la yuca.

### Agricultura e impacto ambiental
El surgimiento de una agricultura capitalista a gran escala entre las décadas de 1950 y 1970 desplazó a los pequeños productores agrícolas productores de granos, acentuado por la concentración de los terrenos agrícolas en pocas manos. A esto se sumó el cultivo del banano, la palma africana y el crecimiento de la ganadería, que incrementó la deforestación, mientras que el uso de agroquímicos aumentó la contaminación, cuyos efectos comenzaron a palparse a finales del siglo xx.

### Agroindustria en Costa Rica
Según datos del último censo agropecuaria realizado en el país, un 28% (22.139) del total de fincas del país se dedican a la agroindustria, y de ese número, un 13% se dedica únicamente a esa actividad. El principal cultivo agroindustrial es la caña de azúcar, cultivado en mayor cantidad en la Región Chorotega, mientras que la menor superficie dedicada a cultivos industriales corresponde a la Región Huetar Atlántica. La caña de azúcar, el café, la palma aceitera y el arroz conforman el 80% de los cultivos agroindustriales de Costa Rica. Entre las principales deficiencias de las áreas dedicadas a cultivos industriales, se encuentran la falta de sistema de riego y el uso de fertilizantes, insecticidas y herbicidas químicos.

### Agricultura familiar

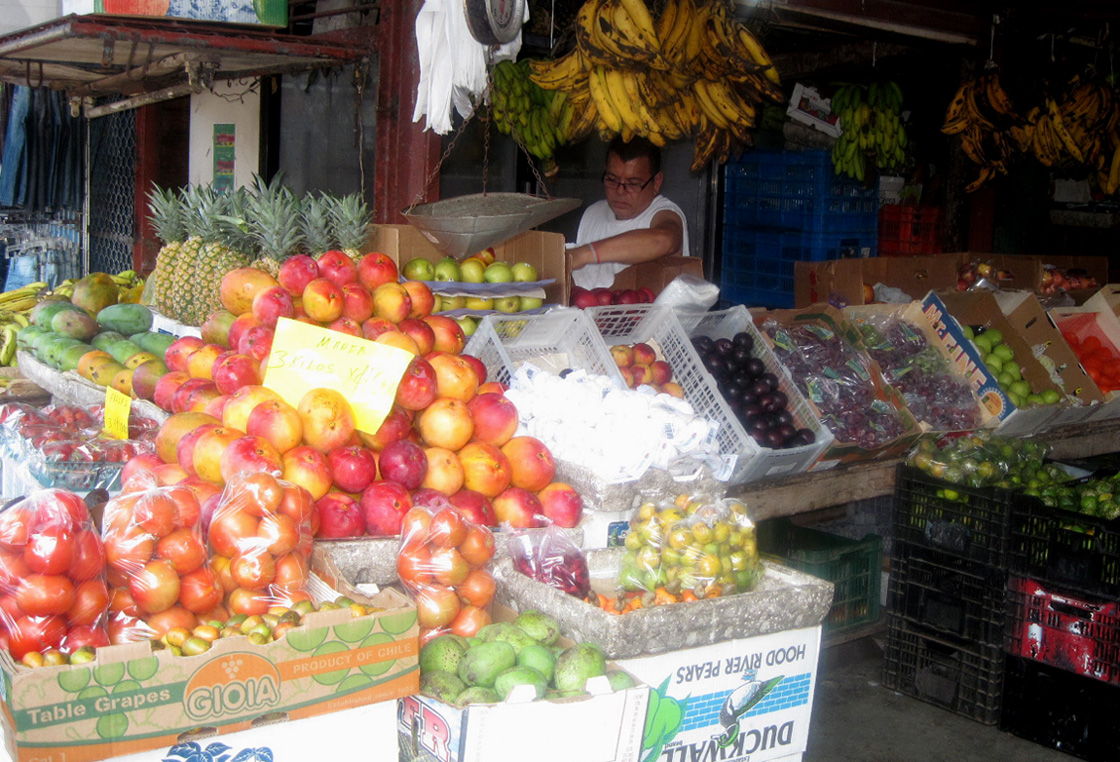
Una verdulería tradicional en Limón.

La agricultura familiar en Costa Rica es de una gran variedad, abarcando aspectos productivos, de tenencia y de articulación con el mercado. Según la Encuesta Continua de Empleo del Instituto Nacional de Estadística y Censos de Costa Rica, en 2013, un 38% de la población costarricense vivía en zonas rurales, de los cuales, entre 200.000 y 250.000 personas se dedicaban a actividades agropecuarias. Según la Encuesta Nacional de Hogares de 2013, la pobreza en Costa Rica se concentra en las zonas rurales del país, con un 26,5% ante el 17,4% de la zona urbana. La producción de la mayoría de los agricultores familiares es para el autoconsumo, pero también hay algunos productores que venden sus productos en las ferias del agricultor, las cuales se organizan semanalmente en diversas comunidades del país, mientras que otros venden en el Centro Nacional de Abastecimiento y Distribución de Alimentos (CENADA), a intermediarios y a diversas empresas. En Costa Rica, la agricultura familiar debe enfrentar diversos obstáculos: escasos recursos económicos de los productores, falta de diversificación de la producción agrícola, la falta de excedentes para vender, falta de acceso a la tecnología, inexistencia de infraestructura (como malos caminos), los bajos precios de los productos agropecuarios y la competencia desleal por parte de cadenas de supermercados.
A nivel de Estado, Costa Rica creó, en 1956, el Consejo Nacional de Producción (CNP), una institución autónoma destinada a fomentar las actividades agropecuarias y mejorar el desarrollo económico agrícola del país. En 1982, transformó el antiguo Instituto de Tierras y Colonización (ITCO), en el Instituto de Desarrollo Agrario (IDA, actual INDER, Instituto de Desarrollo Rural), como una medida para estabilizar el espacio rural del país. Más recientemente, Costa Rica ha planteado un fortalecimiento de la agricultura familiar dentro de su Plan Nacional de Desarrollo 2015-2018, con la finalidad de mejorar las condiciones de vida de las familias rurales en sus territorios, orientados hacia un desarrollo sostenible. En 2015, los delegados agrícolas de los países miembros de CELAC, reunidos en San José, capital de Costa Rica, reconocieron a la agricultura familiar como un sistema productivo, por lo que acordaron darle prioridad a la intensificación de la agricultura familiar como una forma que permitiría erradicar el hambre en la Región e impulsar el desarrollo, principalmente de las comunidades rurales.

### Sistemas agroalimentarios indígenas en Costa Rica
Una investigación realizada por un equipo de especialistas del Laboratorio de Ecología Urbana de la Universidad Estatal a Distancia de Costa Rica, el Centro de Investigaciones sobre la Diversidad Cultural y Estudios Regionales de la Universidad de Costa Rica, y el Departamento de Geografía de la Universidad Autónoma de Madrid, España, todos miembros del Equipo de Investigación sobre Paysaje y Territorio de Europa Mediterránea y América Latina (PAYTEMAL), ha documentado la relevancia de los sistemas agroalimentarios indígenas en la sostenibilidad ecológica y cultural del país.
Este estudio, basado en una metodología mixta que incluyó revisión bibliográfica, entrevistas en profundidad y trabajo de campo, examinó la estrecha vinculación histórica entre los pueblos indígenas y sus territorios, así como la diversidad de sus prácticas agroproductivas. El análisis se centró en aspectos técnicos, socioeconómicos y culturales de la gestión territorial, destacando el papel central que ocupan los saberes tradicionales y la participación activa de las mujeres indígenas en la conservación de los agrosistemas.
La investigación abarcó 24 territorios habitados por ocho pueblos indígenas, con énfasis en la región del Pacífico Sur (Región Brunca), donde se concentra una gran riqueza étnica y ecológica. Como resultado, se elaboró una primera cartografía de unidades fisiográficas y una clasificación físico-ecológica que delimita los ámbitos territoriales de estas comunidades. Asimismo, se resaltó la importancia de los modelos agrícolas tradicionales como base para la soberanía alimentaria y la resiliencia frente a las amenazas ambientales y sociopolíticas contemporáneas. La publicación sugiere que la colaboración intercultural puede ser clave para revitalizar estos sistemas y garantizar su permanencia en el futuro.
Otra investigación reciente sobre la agroproducción familiar indígena en la vertiente del Pacífico de la Cordillera de Talamanca, dentro de la Reserva de Biosfera La Amistad, basada en el análisis de la diversificación del modelo productivo, los circuitos de comercialización y el potencial asociativo, permitió identificar tanto los aportes al desarrollo regional como las problemáticas que afectan su práctica y permanencia. La investigación evidenció el impacto de las políticas agroproductivas gubernamentales, que han promovido un modelo de desarrollo basado en monocultivos industriales, generando inestabilidad socioeconómica y ambiental, así como modelos de comercialización deficientes y el empobrecimiento de los agropaisajes. Se determinó que, a pesar de las amenazas que enfrenta, la unidad productiva de agricultura familiar en el ámbito de estudio favorece la aplicación de principios y prácticas relacionadas con la agroproducción sostenible, lo cual es esencial para la conservación de la biodiversidad y para garantizar la seguridad y soberanía alimentaria.

### Agricultura orgánica

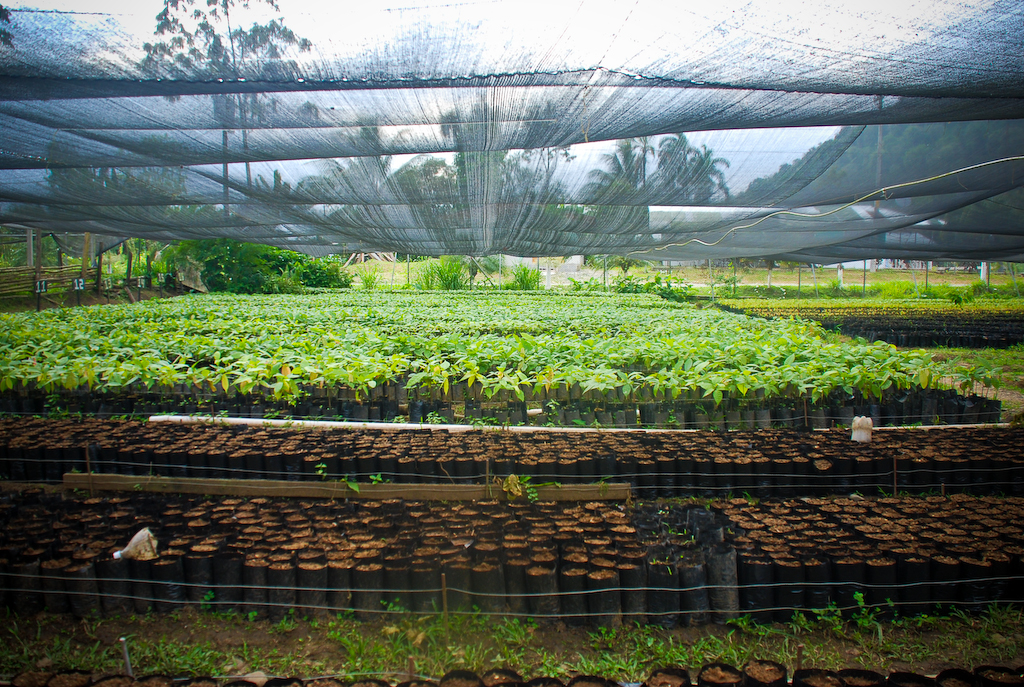
Entre los productos orgánicos más destacables de Costa Rica, se halla el cacao producido en Talamanca, reconocido como uno de los mejores 10 del mundo.

Costa Rica es un ejemplo en América Latina por sus avances en agricultura orgánica. Esta modalidad de la agricultura empezó a practicarse en Costa Rica en la década de 1980, en la provincia de Cartago, como una alternativa a la producción agrícola convencional con agroquímicos. Para 2013, un 69% de la producción orgánica de Costa Rica se dedicaba a la exportación, mientras un 31% estaba dedicado al mercado nacional, donde un 41% de los consumidores del Gran Área Metropolitana busca productos amigables con el ambiente. Muchos productos orgánicos se venden en ferias artesanales semanales, a restaurantes o a fabricantes de bienes comestibles, así como gran cantidad de supermercados. De los aproximadamente 3.700 productores orgánicos del país, un 36% son mujeres jóvenes, en contraste con el perfil del agricultor tradicional, generalmente hombres maduros. Un alto porcentaje de estos emprendedores realiza esta actividad de forma empírica, aunque se registra una mayor participación de estos emprendimientos en organizaciones, donde el 96% de los productores independientes son dueños-trabajadores de la empresa, en contraste con la agricultura tradicional, donde solo 15% son propietarios y un 85% son solo trabajadores. La preparación en este campo es impartida por instituciones como el Instituto Nacional de Aprendizaje o la Universidad EARTH.
Para 2015, se habían certificado aproximadamente 11.055 hectáreas dedicadas a la agricultura orgánica. Las principales zonas de siembra de productos orgánicos se encuentran en Talamanca, Zarcero, Turrialba, Zona Norte y Cartago, entre otros. Destacan frutas, raíces tropicales, hortalizas, productos de origen animal, legumbres y otros productos procesados, siendo los de mayor exportación a Europa, Estados Unidos, Canadá, Australia y Japón. Así mismo, hacia algunos países latinoamericanos llega el banano, la piña, el café, el jugo de naranja, la mora y el cacao dulce granulado. Otros productos orgánicos importantes son la piña, el banano, el azúcar, la papaya, el noni, el café y las hortalizas. Según datos de PROCOMER, en el 2009 se exportaron más de 36 mil toneladas de productos debidamente certificados, con un valor superior a los 26 millones de dólares.